# 3669 Vertinskij
3669 Vertinskij (1982 UO7) là một tiểu hành tinh vành đai chính được phát hiện ngày 21 tháng 10 năm 1982 bởi L. G. Karachkina ở Nauchnyj.